# O Grilo Feliz
Pour plus de détails, voir Fiche technique et Distribution.
O Grilo Feliz (« Le Criquet heureux » en portugais) est un long métrage d'animation brésilien réalisé par Walbercy Ribas et sorti au Brésil en 2001. C'est un dessin animé en deux dimensions relatant une intrigue de fantasy pour la jeunesse dont les personnages principaux sont des insectes anthropomorphes.

## Synopsis
Grilo, un criquet chanteur, vit paisiblement dans la forêt en compagnie de ses amis jusqu'à l'arrivée d'un lézard menaçant, Maledeto, qui interdit à quiconque de jouer de la musique et kidnappe Linda, la muse de Grilo. Grilo doit alors trouver un moyen de délivrer Linda et de libérer ses amis de la tyrannie de Maledeto.

## Fiche technique
- Titre original : O Grilo Feliz
- Titre anglais : The Happy Criket
- Réalisation : Walbercy Ribas
- Scénario : Walbercy Ribas et Juliana Ribas
- Production : Cleber Redondo, Juliana Ribas
- Musique originale : Ruriá Duprat
- Sociétés de production : Clever Image Studios, Start Desenhos Animados
- Distribution : Hoyts General Cinema et Paris Filmes (Brésil, sortie en salles), Paris Vídeo (sortie en vidéo VHS et DVD)
- Pays :  Brésil
- Langue : portugais, espagnol, anglais
- Format : 1,85:1, couleur
- Son : Dolby Digital
- Durée : 80 minutes
- Date de sortie : 20 juillet 2001

## Distribution

### Voix originales
- Vagner Fagundes : Grilo
- Araken Saldanha : Maledeto
- Régis Monteiro : Faz Tudo
- Fátima Noya : Bituquinho
- Letícia Quinto : Juliana

### Voix anglaises du DVD américain
- Sam Riegel : Christopher, le Criquet heureux
- Bob Papenbrook : Wartlord
- Cindy Robinson : Honeydew
- Peter Doyle : le Toucan magique
- Robert Buchholz : Barnaby
- Dave Mallow : Buffuno
- Steve Staley : Leonardo

## Éditions en vidéo
Au Brésil, le film est édité en VHS et en DVD par Paris Vídeo. En 2006, il est édité en DVD aux États-Unis par Tapeworm Video Distributors, dans une version doublée en anglais où les personnages ont des noms différents (le criquet est renommé Christopher, le lézard Wartlord, etc.).

## Suite
Le film connaît une suite, O Grilo Feliz e os Insetos Gigantes, réalisée en images de synthèse et sortie en 2009.